# Dwerggrondeekhoorn
De dwerggrondeekhoorn (Spermophilus pygmaeus)  is een zoogdier uit de familie der eekhoorns (Sciuridae). De wetenschappelijke naam van de soort werd voor het eerst geldig gepubliceerd door Peter Simon Pallas in 1778.

## Voorkomen
De soort komt voor in Kazachstan, Rusland en Oekraïne.